# Stenostephanus longistaminus
Stenostephanus longistaminus är en akantusväxtart som först beskrevs av Hipólito Ruiz López och Pavon, och fick sitt nu gällande namn av V.M. Baum. Stenostephanus longistaminus ingår i släktet Stenostephanus och familjen akantusväxter. Inga underarter finns listade i Catalogue of Life.